# Yamato nadeshiko Shichi Henge
Yamato nadeshiko Shichi Henge (jap. ヤマトナデシコ 七 変化) – shōjo-manga autorstwa Tomoko Hayakawy, która była wydawana na łamach magazynu Bessatsu Friend w latach 2000-2015.
Manga ta została zekranizowana w formie 25-odcinkowego anime przez studio Nippon Animation w 2006 roku. Serial puszczany na antenie TV Tokyo i Aichi od 3 października 2006 do 27 marca 2007 roku. Anime posiada licencję na Region 1 wydane przez A.D Vision. W 2008 roku stało się jednym z trzydziestu tytułów ADV, którego prawa Ameryka Północna przeniosła do Funimation Entertainment.
Manga zainspirowała linię mody Julie Haus, która pojawiła się w 2008 na Tygodniu mody w Nowym Jorku.

## Fabuła
Manga opowiada historię nastoletniej Sunako oraz czterech wybitnie przystojnych licealistów, którzy w wyniku zakładu, zobowiązali się przemienić dziewczynę w wytworną damę. Pewni zwycięstwa chłopcy nie przewidzieli jednak, że Sunako okaże się być zakompleksioną maniaczką horrorów, która nie widzi sensu w codziennym dbaniu o swój wygląd i maniery, a jej najlepszym przyjacielem jest manekin anatomiczny – Hiroshi.
Kyouhei, Takenaga, Ranmaru i Yuki, chcąc wygrać darmowy czynsz w luksusowej willi, w której mieszkają, starają się ze wszystkich sił zmienić nastawienie Sunako do siebie i „olśniewających kreatur”, czyli atrakcyjnych ludzi, wywołujących u dziewczyny liczne krwotoki z nosa.

## Postacie
- Sunako Nakahara (jap. 中原 スナコ Nakahara Sunako) – bratanica właścicielki willi, w której mieszkają Kyouhei, Yuki, Takenaga i Ranmaru. Obsesyjnie boi się atrakcyjnych ludzi i zaniedbuje własny wygląd, gdyż pewien chłopak nazwał ją „brzydką”. Przez większość czasu, widz obserwuje dziewczynę w postaci chibi. Jedynie w momentach pełnych powagi autorka pozwala podziwiać pełny obraz postaci. Sunako wzbudza strach i niechęć wśród rówieśników oraz współlokatorów swoją fascynacją śmiercią i makabreską, a także swoim wyglądem. Jak może, przeciwstawia się próbom przemienienia jej we wspaniałą damę, choć chciałaby, aby jej ciotka była z niej dumna. Dziewczyna nie ceni w życiu wyglądu, ale nierzadko sama ocenia po nim innych. Posiada jednak wiele pozytywnych cech: jest uzdolnioną kucharką i sportsmenką. Odznacza ją wybitna inteligencja i pracowitość. Mimo częstych starć z wybuchowym Kyouheiem, który swoją urodą wzbudza w niej największą odrazę, łączą ich bliżej nieokreślone, romantyczne uczucia.

Seiyū: Yukiko Takaguchi  Live-Action: Aya Ōmasa
- Kyouhei Takano (jap. 高野 恭平 Takano Kyohei) – jest nastoletnim chłopakiem pochodzącym z przeciętnej, japońskiej rodziny. Odznacza go wyjątkowo olśniewająca uroda, utrudniająca życie. Jego matka, nie mogąc już znieść tłumów dziewcząt wystających pod oknami i setek telefonów, wyrzuciła go z domu. Kyohei nie jest typem grzecznego i subtelnego młodzieńca. Bywa opryskliwy i do bólu szczery. Najbardziej w życiu liczy się dla niego pełny żołądek i pieniądze. Nie znosi swojego wyglądu, gdyż ludzie najczęściej traktują go przez to przedmiotowo, a ponieważ posiada wybuchowy temperament, zaciekle broni swojego honoru siłą. Wsparcie znalazł dopiero w osobie pani Nakahary, a przyjaźń u Sunako, mimo iż dialog pomiędzy nimi opiera się głównie na kłótni. Chociaż nie przyznaje tego otwarcie, zdanie młodej Nakahary dużo dla niego znaczy.

Seiyū: Showtaro Morikubo  Live-Action: Kazuya Kamenashi
- Takenaga Oda (jap. 織田 武長 Oda Takenaga) – Takenaga pochodzi z dobrej i bardzo bogatej rodziny. Otrzymał surowe wychowanie, które w przyszłości ma pomóc w utrzymaniu pozycji lidera firmy. Jego rodzice obawiali się jednak, że chłopak stał się zbytnim samotnikiem i egocentrykiem, patrzącym na wszystkich z wyższością. Chcieli też, aby nauczył się żyć na własny rachunek i zaczął szanować pieniądze. Jest inteligentny, oczytany i szczególnie podoba się najładniejszej dziewczynie w szkole – Noi. Uczucie to jest odwzajemnione.

Seiyū: Tomokazu Sugita  Live-Action: Hiroki Uchi
- Ranmaru Morii (jap. 森井 蘭丸 Morii Ranmaru) – Ranmaru podobnie jak Takenaga, pochodzi z wyższych sfer, jest jednak jego całkowitym przeciwieństwem. Rozpieszczany od małego, stał się aroganckim lekkoduchem, który nie wyobraża sobie życia, bez swoich „uroczych kociaków”, jak nazywa kobiety. Romansuje z niemal każdą napotkaną dziewczyną, nieobca jest mu również szkolna pielęgniarka, czy kobieta zamężna. Do pani Nakahary wysłano go w tym samym celu, co Takenagę. Ma on się tam nauczyć samodzielności, szacunku dla pracy, ludzi i przede wszystkim ustatkować się. O ile osiągnięto cztery pierwsze cele, Ranmaru wciąż pozostawał playboyem. Aby położyć kres jego miłosnym podbojom, rodzina zaręczyła go z dobrze urodzoną panną Kikunoe Tamao.

Seiyū: Hirofumi Nojima  Live-Action: Shuntaro Miyao
- Yukinojo „Yuki” Toyama (jap. 遠山 雪之丞 Toyama Yukinojo) – Yuki, tak jak Kyohei, urodził się w niezamożnej rodzinie. Nie podano powodu, dla którego przekazano go pod opiekę pani Nakaharze, ale ponieważ również musi ponosić odpowiedzialność za swoje wydatki, prawdopodobnie jest tam w tym samym celu, co Ranmaru i Takenaga. Yuki posiada twarz „francuskiej lalki”, jak określił go pewien fotograf. Jest najbardziej emocjonalny z całej czwórki. Gdy w kryzysowej sytuacji brakuje dobrej, kobiecej postaci, Yuki wbrew swej woli, zawsze drogą eliminacji, zostaje ubrany w damskie fatałaszki.

Seiyū: Yūya Yamaguchi  Live-Action: Yuya Tegoshi
- Noi Kasahara (jap. 笠原 乃依 Kasahara Noi) – Noi to najładniejsza dziewczyna w szkole, zakochana w Takenadzie. Otwarta i pewna siebie. W przeciwieństwie do większości ludzi, nie boi się Sunako i dostrzega w niej piękno zarówno duchowe, jak i fizyczne.

Seiyū: Mai Nakahara  Live-Action: Ranko Kobe